# Agwi-jjim
Agwi-jjim (tiếng Hàn: 아귀찜) hay agu-jjim ( tiếng Hàn: 아구찜) là một món jjim của ẩm thực Triều Tiên được làm từ cá bản chân, loại cá được gọi là agwi trong tiếng Hàn.
Món ăn được nêm bột ớt cay, doenjang, ganjang (nước tương), tỏi băm và hành lá cắt nhỏ để tạo vị cay và nóng. Tuy nhiên, các thành phần khác như kongnamul (mầm đậu nành), mideodeok (미더덕, Styela clava) và minari (미나리, cần nước) cũng đóng vai trò quan trọng trong việc mang lại hương vị thơm mát và sảng khoái cho agujjim. Món cá là một nguồn protein dồi dào và có hương vị đậm đà dẻo dai.

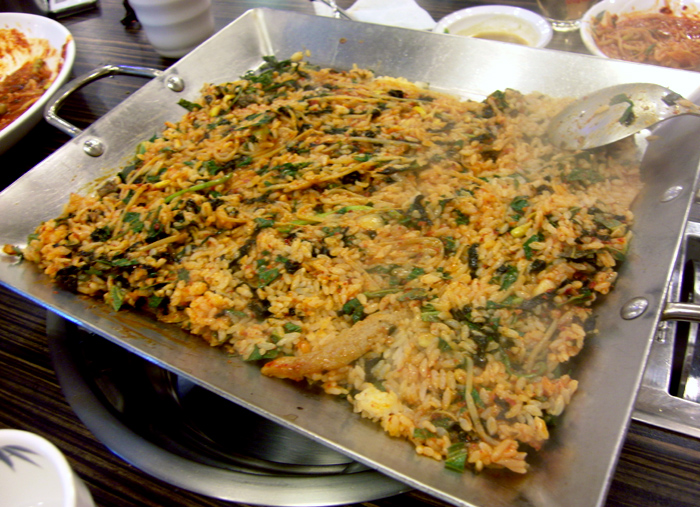
Bokkeumbap làm từ sốt agujjim